# Feliu Ventura
Feliu Ventura (Xàtiva, 1976) és un cantautor valencià.
El seu estil musical, inicialment influenciat per Raimon, ha evolucionat cap a un so pop-rock acústic on gaudeixen de gran importància i elaboració les lletres de les cançons. Ha comptat amb la col·laboració habitual del guitarrista Borja Penalba, del grup Obrint Pas i de Lluís Llach. Feliu Ventura és fill del cronista oficial de Xàtiva Agustí Ventura.

## Biografia
La trajectòria de Feliu Ventura començà amb la publicació, l'any 1996, de la seua primera maqueta en format casset. Després de fer rodar les seues primeres cançons arreu del territori, l'any 2000 publicà el CD Estels de tela, amb una millor qualitat de so i un concepte musical més definit, en el que tot just fou un camí encetat en la construcció d'una veu pròpia. Amb tot, aconseguí ser el cinquè millor disc de cançó de la revista Enderrock i, una de les cançons incloses, «Estadi Xile», serà la tercera classificada en el X Festival Internacional de Todas las Artes Víctor Jara de Xile. Després de dos anys de preparació, perfeccionant lletres i triant sons, produït per Borja Penalba, apareix l'any 2003 el CD Barricades de paper, amb la discogràfica Propaganda Pel Fet. El 2005 encetà una gira de col·laboració amb Lluís Llach que es materialitzarà en la publicació del disc en directe Que no s'apague la llum. El 2006 acabà amb la publicació d'Alfabets de Futur.
El cantautor de Xàtiva ha sigut aclamat pels lectors de la revista Enderrock, i ha guanyat tots els premis en la categoria de Cançó d'autor: Millor Artista, Millor Disc per Alfabets de Futur, Millor Cançó, amb Alacant -per interior-, i Millor Concert, pel concert de l'Auditori de Barcelona, on va presentar el disc.
L'octubre de 2011, Feliu Ventura publicà el disc Música i lletra, amb 11 cançons noves escrites i musicades per ell, amb la col·laboració de Borja Penalba en la música de dues cançons del disc.

El 2013, i amb motiu de la celebració del seu vintè aniversari com a cantautor, publicà Vers l'infinit. 20 anys en directe, una recopilació amb moltes de les seves millors cançons. Seguint amb la celebració del seus vint anys sobre l'escenari, publicà, l'any 2014, el disc Referents, en el que es troben versions en català de cançons de Daniel Viglietti, de Víctor Jara o de Silvio Rodríguez, a més de versions d'altres «referents» de Feliu Ventura i una recopilació de cançons pròpies.
L'estiu de 2015 va actuar per primera vegada en molt de temps al seu poble natal, degut al canvi de govern, en les eleccions municipals de 2015, després de 20 anys de govern del Partit Popular.
La tardor de 2015, publicà la seva primera novel·la: Com un record d'infantesa.
Feu l'espectacle Llibres. Batalles. Cançons amb Xavi Sarrià, que també presentà novel·la, i en el qual enraonen de literatura, activisme i música. L'any 2016, publicà l'EP Montserrat amb el trio de reggae lo-fi Xerramequ i els Aborígens, amb qui també enregistrà el disc de llarga durada Sessions Ferotges, l'any 2018.
L'any 2019 presentà un nou treball en format llibre-disc d'onze cançons pròpies titulat Convocatòria, amb col·laboracions de referents culturals i polítics que han marcat el cantautor com Santiago Alba Rico, Carlos Taibo, Jordi Cuixart, Gemma Pasqual o Sònia Moll.
A setembre 2022 l'autor anuncia el llançament d'un nou vinil i disc digital del concert “Feliu Ventura, Amics i Referents”, celebrat al Teatre Principal de València, el desembre 2021, en el que van cantar amb ell músics com Ovidi4, Pep Gimeno "Botifarra", Carles Caselles, Sandra Monfort, Miquel Gil, Xiomara Abello i Cor de L'Eliana.

## Discografia
- 1996 - L'única diferència
- 2000 - Estels de tela
- 2003 - Barricades de paper
- 2005 - Que no s'apague la llum (directe amb Lluís Llach)
- 2006 - Alfabets de futur
- 2011 - Música i lletra
- 2013 - Vers l'infinit
- 2014 - Referents
- 2016 - Montserrat (Feliu Ventura & Xerramequ i Els Aborígens)
- 2018 - Sessions ferotges (Feliu Ventura & Xerramequ i Els Aborígens)
- 2019 - Convocatòria

## Premis oficials
- Premi Enderrock Millor Artista 2006, categoria cançó d'autor (per votació popular)
- Premi Enderrock Millor Disc 2006, categoria cançó d'autor (per votació popular)
- Premi Enderrock Millor Cançó 2006, categoria cançó d'autor (per votació popular)
- Premi Enderrock Millor Directe 2006, categoria cançó d'autor (per votació popular)
- Premi Enderrock Millor Artista 2005, categoria cançó d'autor (per votació popular)
- Premi Enderrock Millor Disc 2005, categoria cançó d'autor (per votació popular)
- Premi Enderrock Millor Cançó 2005, categoria cançó d'autor (per votació popular)
- Premi Enderrock Millor Directe 2005, categoria cançó d'autor (per votació popular)
- Premi Frontera (Festival Altaveu Frontera, St Boi de Llobregat 2004
- Premi Ovidi Montllor a la Millor al Millor disc de cançó d'autor, València 2019[11]

## Galeria d'imatges

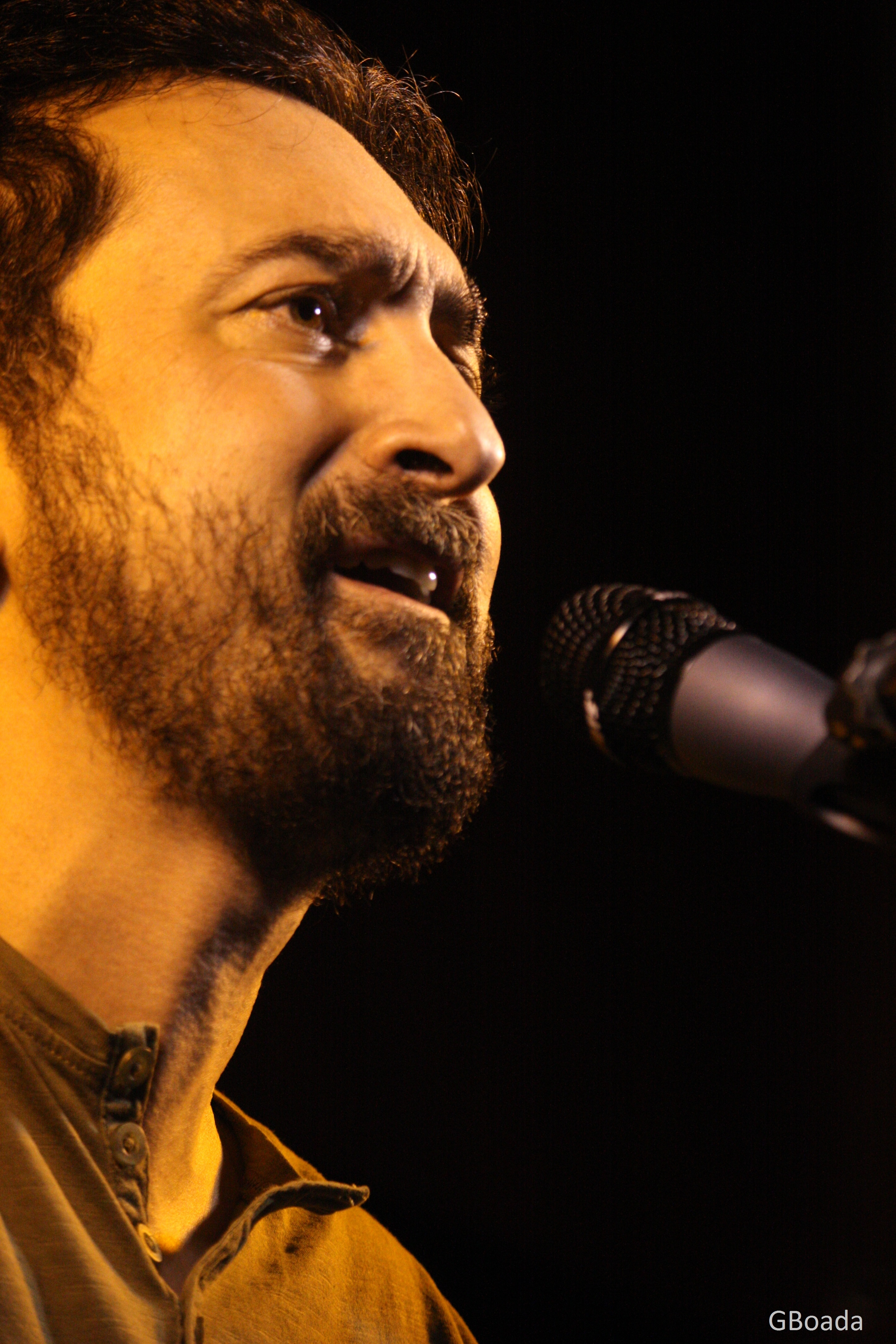
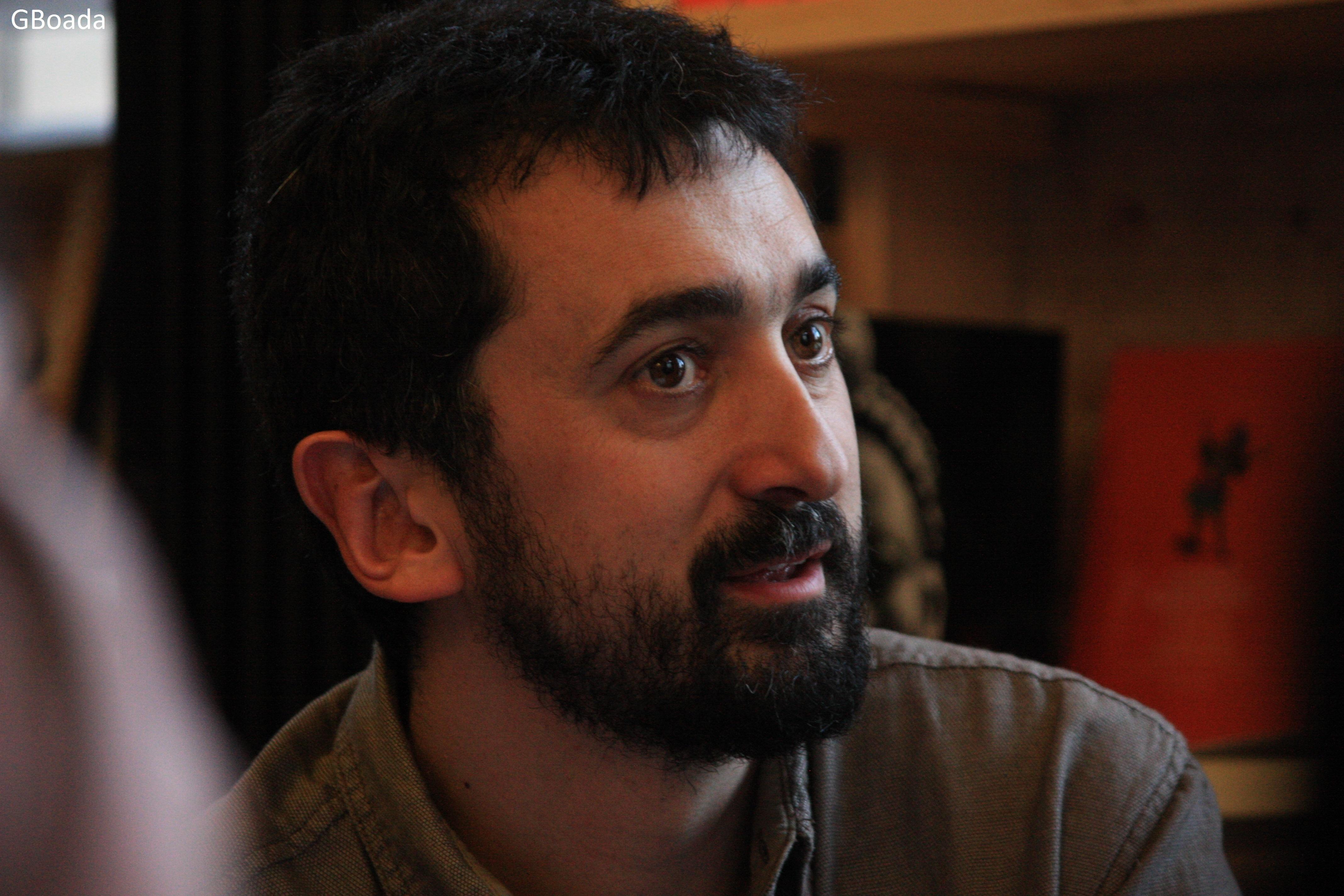
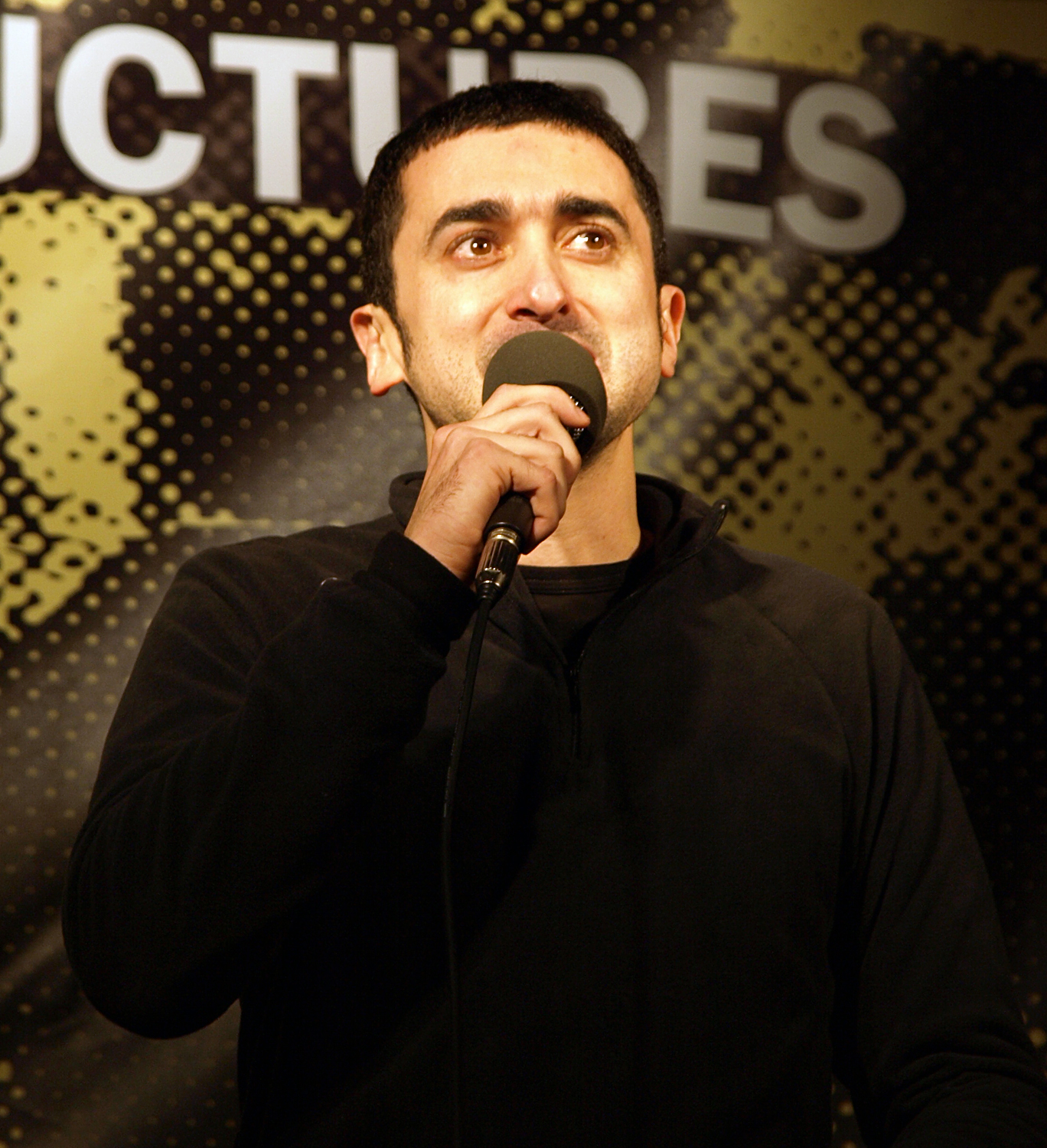
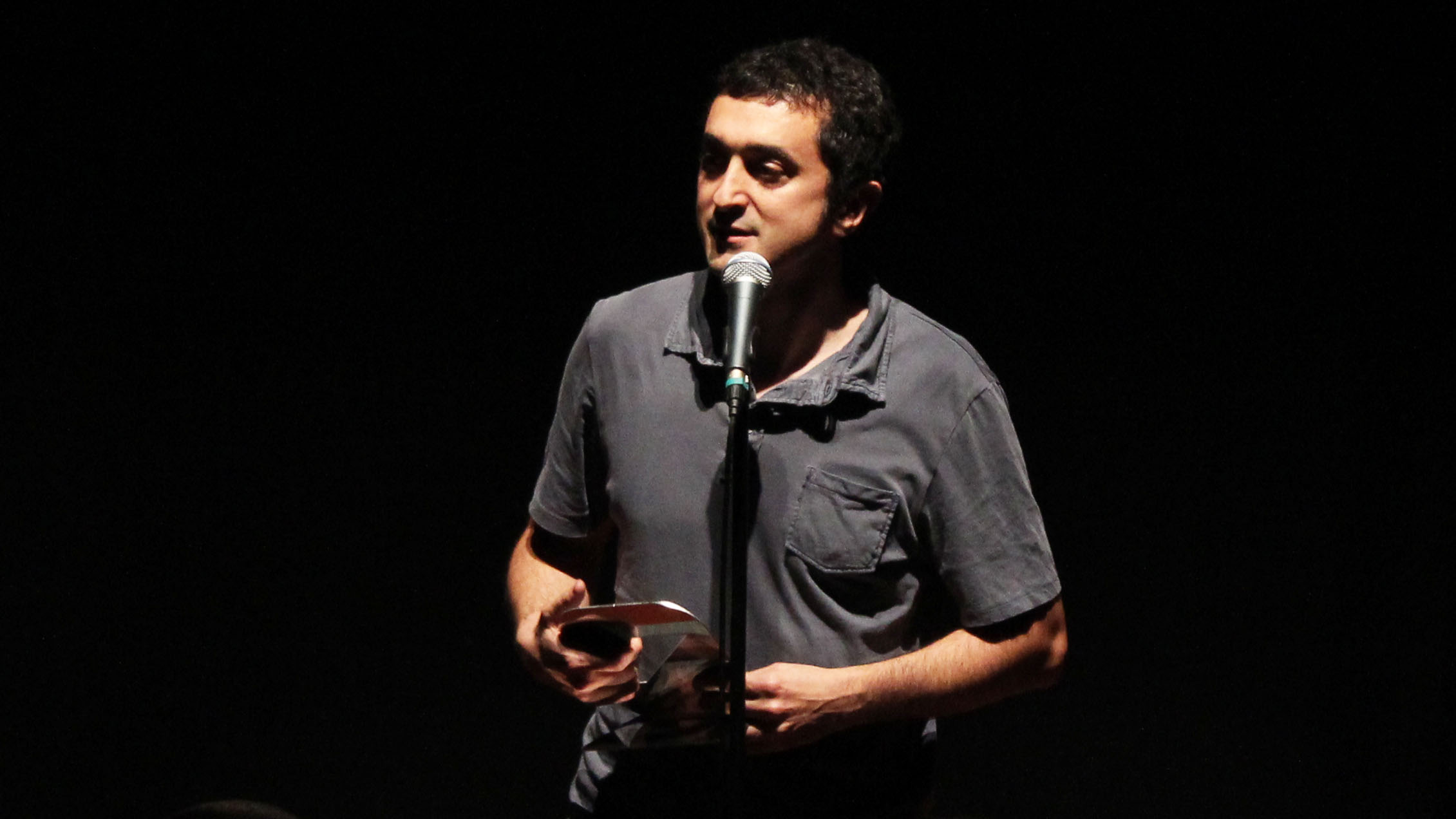
Feliu Ventura - Premis Ovidi 2012